# Famille de Rovéréa
La famille de Rovéréa (ou (La) Rovorée, parfois Ravorée ou encore Rovérée) est une famille noble éteinte, originaire du Chablais savoyard, et ultérieurement installée dans le Chablais vaudois.

## Patronyme
Le nom de Rovéréa [Rovorée] (de), reprenant l'entrée du Dictionnaire historique de la Suisse, se trouve écrit sous des formes différentes dans les documents anciens, selon les périodes et les lieux, pouvant mener parfois à la confusion avec d'autres familles locales.
Ainsi, le Régeste genevois (1866) s'il donne pour entrée du nom de famille Ravorée (de), il précise les diverses formes du nom du manoir « RAVORÉE, Ravorea, Rovorea, Roveria, Rovereaz » que l'on retrouve également utilisées pour le patronyme.
Il peut y avoir aussi confusion dans les documents anciens entre le nom des principales familles des Ravoire ou de La Ravoire / Ravoyre (originaire de Montmélian), des Rivoire (Dauphiné) et [donc] des Rovéréa (Chablais) qui s'écrivent de la « même manière et en une douzaine de formes différentes ».
Amédée de Foras donne « Rovorée » pour entrée de la notice familiale, dans le volume 5 de l'Armorial et nobiliaire de l'ancien duché de Savoie.

## Historique
La première attestation de la famille remonte au XIe siècle,. Elle est originaire de la vallée d'Aulps.
La famille effectue de nombreuses donation à l'abbaye d'Aulps, au XIIe siècle.

## Titres et seigneuries
Des membres de la famille ont porté les titres de
- barons de Brissogne ;
- seigneurs d'Avully, Bonneveaux, Cervens, Le Crest, Corsinge, Montbuiron, La Rovorée, La Val d'Aulps, Vailly, Urtières, Yvoire[1], La Vernaz (jusqu'au XIIe siècle)[7].

## Possessions
Les Rovéréa ont possédé :
- château de la Roche à Ollon, de 1343-1345 au XVIe siècle.
- maison forte de Cursinges.

## Offices
Des membres de la famille ont été châtelains pour les comtes puis ducs de Savoie :
- Ballaison (1466-1467) ;
- Charousse (1455-1465, 1502-1526) ;
- Évian et Féternes (1349-1355, 1357-1366, 1385-1390) ;
- Gaillard (1451-1456, 1477-1494, 1497-1520) ;
- Hermance (1466-1475) ;
- Ravorée (1356-1357) ;
- Yvoire (1344-1347, 1356-1357).

## Personnalités
- Ferdinand Isaac de Rovéréa (1763-1829), militaire et contre-révolutionnaire suisse[9].
- Isaac Gamaliel de Rovéréa, ingénieur, notamment aux salines de Bex[10],[11].
  - François-Gamaliel de Rovéréa (1728-1783), son fils, ingénieur également[2].